# 比利奇
49°36′55″N 23°2′48″E / 49.61528°N 23.04667°E
比利奇（烏克蘭語：Биличі），是烏克蘭西部的村莊，隸屬利維夫州的桑比爾區。該村始建於1437年，面積2.03平方公里，海拔高度241米，2001年人口848，人口密度每平方公里417.32人。	